# Jon Lynn Christensen

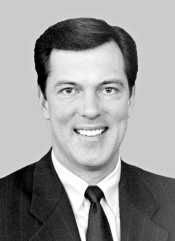
Jon Lynn Christensen

Jon Lynn Christensen (* 20. Februar 1963 in St. Paul, Howard County, Nebraska) ist ein US-amerikanischer Politiker. Zwischen 1995 und 1999 vertrat er den zweiten Wahlbezirk des Bundesstaates Nebraska im US-Repräsentantenhaus.

## Werdegang
Jon Christensen absolvierte die St. Paul High School und danach bis 1985 das Midland Lutheran College in Fremont. Anschließend studierte er bis 1989 am South Texas College of Law in Houston Jura. Nach seiner Studienzeit wurde Christensen ein erfolgreicher Manager in der Geschäftswelt. 1992 war er Vizepräsident der Firma COMREP, Inc. und danach einer der Direktoren der Connecticut Mutual Insurance Company. Außerdem war er an der Gründung des Unternehmens Aquila Group Inc. beteiligt.
Politisch wurde Christensen Mitglied der Republikanischen Partei. Als deren Kandidat wurde er 1994 in das US-Repräsentantenhaus gewählt, wo er am 3. Januar 1995 den Demokraten Peter Hoagland ablöste. Nach einer Wiederwahl im Jahr 1996 konnte er sein Mandat im Kongress bis zum 3. Januar 1999 ausüben. Bei den Wahlen des Jahres 1998 hatte er sich nicht um eine weitere Amtszeit beworben. Stattdessen kandidierte er in den Vorwahlen seiner Partei erfolglos für die Nominierung als Gouverneur von Nebraska.
Seine erste Ehe mit Meredith Stewart Smith wurde 1996 geschieden. Christensen ist seit 1998 in zweiter Ehe mit der früheren Miss America Tara Dawn Holland verheiratet. Das Paar hat ein Kind.